# Versailles (Kentucky)
Versailles – miasto w Stanach Zjednoczonych, w stanie Kentucky, siedziba administracyjna hrabstwa Woodford.